# Теория на Големия взрив
Вижте пояснителната страница за други значения на Големия взрив.
Големият взрив е космологична научна теория, описваща ранното развитие на Вселената. Разширяването на Вселената, което следва от уравненията на общата теория на относителността, бива потвърдено с наблюденията за раздалечаване на галактиките. Екстраполирайки назад във времето се стига до извода, че Вселената трябва да е била или много малка, или дори да е била събрана в точка – т.нар. сингулярност. Теоремата на Хокинг-Пенроуз показва, че от уравненията на общата относителност следва, че такава точка даваща начало на пространството и времето трябва да е съществувала. Естествено следствие от това е, че в миналото Вселената е имала по-висока температура и по-висока плътност. Терминът „Големият взрив“ се използва както в тесен смисъл за момента, в който започва разширението на Вселената (закон на Хъбъл), така и по-общо за преобладаващата днес космологична концепция обясняваща произхода и еволюцията на Вселената.
Терминът Големият взрив (на английски: Big Bang) е въведен през 1949 от Фред Хойл в радиопрограма на BBC. Хойл не поддържа теорията, а се опитва да ѝ се присмее.
Едно от следствията на Големия взрив е, че условията в днешната Вселена са различни от тези в миналото или в бъдещето. Съгласно този модел през 1948 година Джордж Гамов предвижда, че от ранната гореща фаза на Вселената трябва да е останало остатъчно лъчение, което трябва да има спектър на абсолютно черно тяло и да идва от всички посоки на небето. Така нареченото реликтово излъчване е открито през 60-те години на XX век от Пензиас и Уилсън и служи за потвърждение на теорията на Големия взрив срещу основната ѝ алтернатива, теорията за устойчивото състояние.
Според теорията за Големия взрив преди 13,7 милиарда години Вселената е в безкрайно плътно състояние с огромна температура и налягане. За първите 10-33 секунди от съществуването на Вселената няма задоволителен физически модел. Общата теория на относителността предвижда гравитационна сингулярност, където плътността става безкрайна. За разрешаване на този парадокс е нужна теорията на квантовата гравитация. Разбирането на този период от историята на Вселената е сред най-важните неразрешени проблеми на физиката.

## История на теорията
През 1927 белгийският йезуит Жорж Льометр пръв предлага хипотезата, че в началото на Вселената стои „експлозия“ на „първичен атом“. Преди това през 1918 страсбургският астроном Карл Вилхелм Вюрц измерва систематично червено отместване на някои мъглявини и го нарича K-корекция. Той не осъзнава космологичните последствия, нито че тези мъглявини всъщност са галактики извън нашия Млечен път.
Създадената по това време обща теория на относителността на Алберт Айнщайн не допуска статично решение – Вселената трябва или да се разширява, или да се свива. Самият Айнщайн смята това следствие за погрешно и се опитва да го избегне с добавянето на космологична константа. Айнщайн, който е бил наясно с библейската представа за начало на времето, не приема теорията на Льометр за „първичния атом“, понеже вижда в нея опит на Льометр да прокара идеята за Сътворението. По време на Общата теория на относителността е приложена към космологията за пръв път от руския учен Александър Фридман, чиито уравнения описват Вселената на Фридман-Льометр-Робъртсън-Уокър – Вселена без космологична константа.
През 1929 г. Едуин Хъбъл описва и наблюдения потвърждаващи теорията на Льометр без да е наясно с нея (статията на Льометр е преведена на английски от Артър Едингтън едва през 1931 г.). Установил още през 1913, че повечето спирални мъглявини определени по-късно като галактики се отдалечават от Земята, той комбинира този факт с измервания на разстоянието определени чрез наблюдение на цефеиди в отдалечени галактики, за да установи, че галактиките се раздалечават във всички посоки със скорост спрямо Земята правопропорционална на разстоянието помежду им. Днес това явление е известно като закон на Хъбъл.
От космологическия принцип произтичат две обяснения на раздалечаващите се галактики. Според едното, поддържано и доразвито от Джордж Гамов, Вселената възниква от крайно горещо и плътно състояние в крайно време в миналото и оттогава се разширява. Другата възможност е теорията за устойчивото състояние на Фред Хойл, според която при раздалечаването на галактиките се появява нова материя. В този модел Вселената е приблизително еднаква във всяка точка от времето. За известно време подкрепата за тези две теории е равноразпределена.
През последвалите години наблюденията подкрепят идеята, че Вселената е възникнала от горещо плътно състояние. След откриването на реликтовото излъчване през 1965 това се смята за най-добрата теория за произхода и еволюцията на Космоса. До края на 60-те години на XX век много космолози смятат, че безкрайно плътната сингулярност в космологичния модел на Фридман е математическа идеализация и че Вселената се е свивала преди да достигне това състояние, а след това е започнала да се разширява отново. Това е теорията на Ричард Толман за пулсираща Вселена. През 60-те Роджър Пенроуз и Стивън Хоукинг доказват математически, че тази идея е неудачна и сингулярността е съществен елемент от общата теория на относителността. Това убеждава мнозинството космолози в теорията за Големия взрив, според която Вселената е възникнала преди крайно време.
Практически цялата теоретична работа в областта на космологията днес се състои в разширение и детайлизиране на основната теория за Големия взрив. Голяма част от текущата работа е насочена към разбиране на образуването на галактиките в контекста на Големия взрив, разбиране на самия момент на Големия взрив и съгласуване на наблюденията с основната теория.
Голям напредък в космологията на Големия взрив е отбелязан в самия край на XX и началото на XXI век в резултат на усъвършенстването на технологията на телескопите и голямото количество спътникови данни, като тези от COBE и WMAP откриват анизотропията на реликтовото излъчване в малък мащаб, което може да доведе до разбиране на образуването на галактиките. През 1998 група учени от Екипа за изследване на свръхновите с голямо червено отместване определят разстоянията до голям брой свръхнови и измерват техните скорости, с което те повтарят наблюдението на Хъбъл отпреди 80 години, но с много по-далечни обекти. Изводът, до който стигат е, че някои свръхнови са толкова далече, че не би трябвало да ги наблюдаваме, освен ако Вселената не се е разширявала с по-голяма скорост от тази на равномерно разширяващата се Вселена. Това довело до неочакваното откритие, че разширяването на Вселената изглежда се ускорява.

## Общо описание
Въз основа на измервания за разширението на Вселената чрез свръхнови тип Ia, измервания на спектъра и анизотропията на реликтовото излъчване, възрастта на Вселената е определена на 13,7 ± 0,2 милиарда години. Фактът, че тези три независими измервания са сходни, се смята за силно доказателство на Ламбда-CDM модела, описващ детайлната структура на съставните части на Вселената.
Ранната Вселена е запълнена хомогенно и изотропно с много висока енергийна плътност. Приблизително 10-35 секунди след епохата на Планк, Вселената се разширява експоненциално в период, наречен космическа инфлация. След спирането на инфлацията, материалните елементи на Вселената са под формата на кварк-глуонна плазма, в която съставните частици се движат релативистично. Чрез един все още непознат процес, бариогенеза, се появява наблюдаваната асиметрия между материя и антиматерия. С нарастването на размера на Вселената температурата спада, което предизвиква нови процеси на нарушаване на симетрията, които се проявяват чрез известните физични сили и елементарни частици, а по-късно позволяват образуването на водородни и хелиеви атоми в процес, наречен първичен нуклеосинтез. С разширяването си Вселената се охлажда, поради което средната кинетична енергия на електроните става недостатъчна те да продължат да бъдат в свободно състояние и биват захванати от протоните, като по този начин Вселената става предимно изградена от свързани атоми, т.е. неутрална. Това явление, случило се 300 000 години след Големия взрив, се нарича рекомбинация, и именно фотоните, излъчени от тези електрони при прихващането им от атомите в този момент, съставят т.нар. „реликтово излъчване“. Средният свободен пробег на фотоните в неутралната Вселена става много голям, т.е. Вселената става прозрачна. Поради тази причина ние виждаме реликтовото излъчване, но не и фотоните от предишното горещо състояние на Вселената, понеже те са били погълнати от йонизираното вещество.
С времето малко по-плътните области от почти равномерно разпределената материя нарастват гравитационно в още по-плътни области, образувайки газови облаци, звезди, галактики и останалите астрономични обекти, наблюдавани днес. Подробностите на този процес зависят от количеството и вида на материята във Вселената. Трите възможни вида са студена тъмна материя, гореща тъмна материя и барионна материя. Най-добрите налични измервания, тези от WMAP, показват, че преобладаващата форма на материята във Вселената е под формата на студена тъмна материя. Другите два вида материя образуват по-малко от 20% от общото количество.
Днес Вселената изглежда доминирана от неизследвана форма на енергия, известна като тъмна енергия. Приблизително 70% от общата енергийна плътност на днешната Вселена е в тази форма. Този компонент на Вселената има свойството да предизвиква отклонение на разширението на Вселената от линейната връзка скорост-разстояние, предизвиквайки по-бързо от очакваното разширение на пространство-времето при големи разстояния. Тъмната енергия приема формата на космологичната константа в полевите уравнения на Айнщайн, но връзките ѝ със стандартния модел от физиката на частиците продължават да бъдат обект на изследване, както теоретично, така и експериментално.

## Теоретични основи
В днешния си вид теорията за Големия взрив произтича от три предпоставки:
1. Универсалност на физичните закони
2. Космологичен принцип
3. Коперников принцип

При появата им тези идеи са приети просто като постулати, но днес се правят опити за проверка на всеки от тях. В резултат на тези изследвания е установено, че максималното отклонение на физичните константи в историята на Вселената е не по-голямо от порядъка на 10-5. Изотропността на Вселената, определяща космологичния принцип, е измерена с точност от 10-5, а хомогенността в най-едър мащаб е измерена с точност до 10%. Правят се опити да се измери коперниковият принцип с наблюдение на взаимодействието на галактически струпвания и реликтовото излъчване чрез ефекта на Суняев-Зелдович при точност от 1%.
Теорията на Големия взрив използва постулата на Вейл, за да измери недвусмислено времето във всяка точка като „време от епохата на Планк“. Измерванията в тази система използват конформни координати, в които разширението на Вселената се изважда от измерванията на пространство-времето[ неясно? ].
В този смисъл Големият взрив не е експлозия на материята, движеща се навън и запълваща една празна Вселена. Той е самото разширяващо се пространство-време. Това разширение кара физическото разстояние между всеки две неподвижни точки в нашата Вселена да нараства. Обектите, свързани един към друг, например от гравитацията, не се разширяват с разширението на пространство-времето, защото скоростта на разширение на Вселената на тези малки мащаби е по-малка от типичните средни скорости на движение на частиците. Разширението на Вселената започва да става видимо за разстояния от порядъка на 1 Mpc.

## Трите стълба
Днес се смята, че теорията на Големия взрив се крепи на три наблюдателни стълба. Това са разширението на Вселената, наблюдавано в червеното отместване на галактиките, детайлните измервания на реликтовото излъчване и изобилието от леки елементи.

### Закон за разширението на Хъбъл
Наблюденията на отдалечени галактики и квазари показват, че тези обекти са червено-отместени, т.е. излъчваната от тях светлина е отместена към по-дълги вълни. Това се вижда чрез сравнение на спектрите на обектите с емисионни или абсорбционни линии, съответстващи на атомите на елементите в нормални условия. От този анализ може да се определи червеното отместване, което се обяснява с доплеров ефект. Когато скоростите на раздалечаване се изобразят спрямо разстоянията до обектите, се наблюдава линейна зависимост, известна като закон на Хъбъл:
{\displaystyle v=H_{0}.D}
където {\displaystyle v} е скоростта на раздалечаване, {\displaystyle D} е разстоянието до обекта, а {\displaystyle H_{0}} е константата на Хъбъл, измерена от WMAP на 71 ± 4 km/s/Mpc.

### Реликтово излъчване
Още с появата си теорията на Големия взрив предвижда реликтовото излъчване. Когато ранната Вселена се охлажда при разширението си, нейната температура пада под 3000 K. Над тази температура електроните и протоните са разделени, правейки Вселената непрозрачна за светлината. Под 3000 K се образуват атоми, позволяващи на светлината да преминава свободно през Вселената. Това излъчване се движи безпрепятствено през целия живот на Вселената, като става червено-отместено, поради разширението на Хъбъл. То се наблюдава във всяка точка от Вселената като идващо от всички посоки на Космоса.
През 1964 Арно Пензиас и Робърт Удроу Уилсън, провеждащи серия диагностични наблюдения с нов микровълнов приемник на Лабораториите Бел, откриват реликтовото излъчване. Тяхното откритие е важно потвърждение на предвижданията на хипотезата за Големия взрив и довежда до широкото ѝ възприемане в научните среди. Пензиас и Уилсън получават за своето откритие Нобелова награда за физика през 1978.
През 1989 НАСА извежда в орбита спътника COBE и първите данни, публикувани през 1990, съвпадат с предвижданията на теорията за Големия взрив по отношение на реликтовото излъчване. Спътникът измерва локална остатъчна температура от 2,726 K и установява, че излъчването е изотропно с точност до 10-5. През 90-те години на XX век продължава изучаването на данните, за да се установи дали могат да се забележат малките анизотропии, предвиждани от теорията. Те са открити през 2000 при експеримента Бумеранг.
В началото на 2003 са анализирани резултатите на спътника WMAP, най-точните космологични данни. Спътникът опровергава някои специфични модели, но резултатите съответстват като цяло на теорията за разширението.

### Наличие на първични елементи
Като се използва модела на Големия взрив е възможно да се изчисли концентрацията на хелий-4, хелий-3, деутерий и литий-7 във Вселената. Концентрациите на тези елементи зависят от един параметър, съотношението на фотони към бариони. Предвижданите концентрации са около 25% за 4He, съотношение на 2H:H около 10-3, на 3He:H около 10-4 и на 7Li:H около 10-9.
Измерванията на наличието на тези четири изотопа съответстват на една и съща стойност на параметъра и фактът, че измерените концентрации са в порядъка на предвидените, се смята за силно доказателство в полза на Големия взрив. Извън теорията за Големия взрив няма явна причина за това, че например във Вселената трябва да има повече хелий, отколкото деутерий или повече деутерий, отколкото 3He.

### Еволюция на галактиките и разпределение на квазарите
Подробностите за разпределението на галактиките и квазарите са едновременно ограничение и потвърждение на днешната теория. Крайната възраст на Вселената обвързва тясно еволюцията на галактиките с космологията. Видовете и разпределението на галактиките изглежда се изменя значително с времето, развивайки се според уравнението на Болцман. Наблюденията разкриват зависимост от времето на разпределението на галактиките и квазарите, на звездообразуването и на вида и размера на едромащабните структури на Вселената. Тези наблюдения се съгласуват статистически със симулации на процесите. Те са добре обяснени от теорията за Големия взрив и помагат за уточняването на параметрите на модела.

## Класически проблеми
С времето възникват редица проблеми с теорията на Големия взрив. Днес някои от тях представляват само исторически интерес и са избегнати или чрез модификации на теорията, или в резултат на по-добри наблюдения. Други въпроси, като например проблемът с галактиките джуджета, не се смятат за фатални, тъй като могат да бъдат разрешени чрез прецизиране на теорията. Някои противници на Големия взрив сочат тези проблеми като модификации на парче и кръпки на теорията. Най-често атакувани са частите от стандартната космология, свързани с тъмна материя, тъмна енергия и космическа инфлация. Те са добре потвърдени от наблюдения на реликтовото излъчване, едромащабната структура и свръхнови от тип Ia, но остават на границата на физичните изследвания. Все още няма консенсус за природата на тъмната енергия и инфлацията. Макар че гравитационните им ефекти са обяснени чрез наблюдения и теоретично, те все още не са отразени по общоприет начин в стандартния модел на физиката на частиците.
Съществува малък брой привърженици на нестандартни космологии, смятащи, че изобщо не е имало Голям взрив. Макар че някои аспекти на стандартната космология не са добре обяснени от стандартния модел, повечето физици приемат, че съгласуването на теорията за Големия взрив с наблюденията твърдо потвърждава основните ѝ части.

### Проблемът на хоризонта
Проблемът на хоризонта е резултат от приемането, че информацията не може да пътува по-бързо от светлината, следователно две области от пространството, разделени от по-голямо разстояние от скоростта на светлината, умножена по възрастта на Вселената, не могат да бъдат в причинен контакт. Поради това наблюдаваната изотропност на реликтовото излъчване е проблематична. Има два начина, които не са взаимноизключващи се за разрешаване на този проблем и те имат отношение към квантовите измервания и някои нестандартни версии на теорията за Мултивселената. Вариант 1 – при концепциите за мултивселената излиза, че първичната вселена, подложена на разширение от инфлатонното поле, е прародител на нашата, а нашата е само една област от истинската – поради това всъщност няма проблем – вселената е една област, а не е съставена от области. Но ако другите области – вселени все пак са еднакви с нашата – тук идва ред на обяснение две, което е валидно и за двата проблема – то представлява интерпретация на кванотвата механика наречена подход на дьо Бройл-Бом и основните му постулати са свръхнелокалността и липсата на дуалност частици-вълни. В случая по важен е първият аспект, според който нелокалността от квантовата механика – АПР-парадокса е много по-сериозна, а корелациите на поведението на частиците са само едни от многото аспекти – свръхнелокалността, включваща и останалите аспекти твърди, че цялата реалност и всички вселени са обект на сплитането, което е способно да предава информация без да нарушава закона за движението с надсветлинни скорости – това се постига по същия начин, по който се обяснява квантовата нелокалност – два обекта, предаващи си информация чрез нелокалността, на по-фундаментално ниво са едно цяло и между тях на това по-фундаментално ниво няма разстояние, и поради това могат да обменят информация с безкрайна скорост и само привидно са отделни.

### Плоскост
Проблемът за плоскостта е наблюдателен проблем, резултат от геометрията, произтичаща от метриката на Фридман-Льометр-Робъртсън-Уокър. По принцип Вселената би могла да има три различни вида геометрии – хиперболична геометрия, евклидова геометрия или елиптична геометрия. Всяка от тях е пряко свързана с критичната плътност на Вселената, като хиперболичната съответства на плътност, по-ниска от критичната, елиптичната съответства на плътност, по-висока от критичната, а евклидовата – точно на критичната плътност. Според измерванията, в най-ранните стадии Вселената трябва да е била с 1015 критичната плътност. Всяко отклонение нагоре би предизвикало или топлинна смърт, или Големият срив и Вселената не би съществувала днес.
Решението на този проблем отново е в инфлационната теория. По време на инфлационния период пространство-времето се разширява до такава степен, че всяка остатъчна кривина е напълно изгладена с висока точност. Така Вселената е превърната в плоска от инфлацията.

### Магнитни монополи
Проблемът с магнитния монопол е възражение, появило се в края на 70-те години на XX век. Теорията за Великото обединение предвижда точкови дефекти в пространството, които трябва да се проявяват като магнитни монополи и чиято плътност трябва да е много по-голяма от предвижданата. Този проблем също се разрешава чрез космическата инфлация, която премахва всички точкови дефекти от наблюдаемата вселена по същия начин, по който я превръща в плоска.

### Липсваща материя
През 70-те и 80-те години на XX век различни наблюдения, най-вече галактическите ротационни криви, показват, че във Вселената няма достатъчно видима материя, която да предизвика наблюдаваните гравитационни сили във и между галактиките. Това довежда до идеята, че до 90% от материята във Вселената е не-барионна тъмна материя. Освен това приемането, че Вселената се състои предимно от обикновена материя, води до предвиждания, които съвсем не се съгласуват с наблюденията. По-специално във Вселената има далеч по-малко струпвания и тя съдържа далеч по-малко деутерий, отколкото може да се очаква без тъмната материя.
Макар че първоначално е много спорна, днес тъмната материя е широко възприета част от стандартната космология, вследствие на наблюденията на анизотропиите в реликтовото излъчване, разсейването на скоростта на галактическите струпвания, разпределенията на едромащабната структура, изследвания на гравитационното изкривяване и измервания на рентгеновото излъчване от галактическите струпвания. Частиците на тъмната материя са регистрирани само чрез гравитационния им ефект и не са наблюдавани в лабораторни условия. Въпреки това във физиката на частиците има много кандидати и действат няколко проекта за откриването им.

### Тъмна енергия
Подробни измервания на масовата плътност на Вселената през 90-те показват стойност около 30% от критичната плътност. За да бъде плоска Вселената, както показват измерванията на реликтовото излъчване, е необходимо към 70% от енергийната плътност да е останала нерегистрирана. Измервания на свръхнови тип Ia разкриват, че Вселената претърпява нелинейно ускорение на разширението по закона на Хъбъл. Общата теория на относителността изисква тези допълнителни 70% да бъдат съставени от енергиен компонент с голямо отрицателно налягане. Природата на тази тъмна енергия остава една от най-големите неясноти в теорията на Големия взрив. Сред възможните решения са космологичната константа и квинтесенцията. Наблюденията, имащи за цел да подпомогнат решението на този проблем, продължават.

### Възраст на кълбовидните струпвания
Някои наблюдения от средата на 90-те показват, че възрастта на кълбовидните струпвания не се съгласува с теорията на Големия взрив. Компютърни симулации с наблюдаваното наличие на звезди в кълбовидните струпвания сочат, че те са на около 15 милиарда години, което противоречи на възрастта на Вселената от 13,7 милиарда години.
Като цяло този проблем е разрешен в края на 90-те с други компютърни симулации, които отчитат ефекта от загуба на маса, вследствие на звездния вятър, и показват далеч по-малка възраст на кълбовидните струпвания. Все още остават някои неясноти за точността на измерване на възрастта, но е ясно, че тези обекти са сред най-старите във Вселената.

## Бъдещето според теорията за Големия взрив
В миналото преди наблюденията на тъмната енергия, космолозите разглеждат два сценария за бъдещето на Вселената. Ако масовата плътност е над критичната, Вселената ще достигне максимален размер и ще започне да колабира в Големия срив. При този сценарий Вселената отново ще става по-плътна и по-гореща, завършвайки в състояние, подобно на първоначалното.
Алтернативно, ако плътността е по-малка или равна на критичната, разширяването ще се забави, но никога няма да спре. Образуването на нови звезди ще се прекрати, докато Вселената става все по-малко плътна. Средната температура ще клони асимптотично към абсолютната нула. Черните дупки ще се изпарят. Ентропията на Вселената ще се увеличи до точката, в която от нея не може да бъде извлечена организирана форма на енергия – сценарий, известен като топлинна смърт. Нещо повече, ако съществува протонен разпад, тогава водородът, преобладаващата форма на барионна материя в сегашната Вселената, би изчезнал, оставяйки само радиация.
Съвременните наблюдения на ускорено разширение довеждат космолозите до Ламбда-CDM модела на Вселената. Той съдържа тъмната енергия под формата на космологична константа. Тя кара все по-голяма част от днешната видима вселена да преминава отвъд нашия хоризонт. Не е известно какво ще стане след това. Теорията за космологичната константа предполага, че само гравитационно свързаните системи, като галактиките, биха останали заедно и те също биха претърпели топлинна смърт, докато Вселената се охлажда и разширява. Други теории за т.нар. фантомна енергия, предвиждат, че в крайна сметка галактическите струпвания и може би дори самите галактики, ще бъдат разкъсани от засилващото се разширение в т.нар. Голямо разкъсване.

## Физически хипотези отвъд Големия взрив
Остава възможността теорията за Големия взрив да се развие в бъдеще. По-специално можем да научим нещо за инфлацията или за случилото се непосредствено след Големия взрив. Възможно е да има части от Вселената отвъд това, което може да бъде наблюдавано по принцип. В случая с инфлацията това е необходимо условие – експоненциалното разширение е отхвърлило големи области от пространството отвъд нашия хоризонт. Може би ще бъде възможно да се установи какво се е случило, когато разберем по-добре физиката при много високи нива на енергията. Разсъжденията за това включват теориите на квантовата гравитация. Друго обяснение, което е в процес на доказване, е според М-теорията, тя твърди, че трептящите енергии, съставляващи всички частици, наречени струни, могат да се разтегнат толкова много, че да образуват мембрани и на всяка мембрана „стои“ една паралелна Вселена и при сблъсък на тези две мембрани Вселената се ражда отново. Това е една от най-оспорваните и най-реалистични теории, поради това че дава нужната енергия, за да се осъществи Големия взрив.
Някои предложения са:
- хаотична инфлация
- пулсираща Вселена
- състояние на Хартъл-Хоукинг

Някои от тези сценарии са количествено съвместими един с друг. Всички те включват непроверени хипотези.

## Философски и религиозни интерпретации
Съществуват различни философски интерпретации на теорията за Големия взрив, които стоят извън областта на науката. Някои от тях се опитват да обяснят причината за самия Голям взрив (първична причина) и са критикувани от някои натуралисти като съвременни митове за сътворението. Някои хора вярват, че теорията за Големия взрив дава основание на традиционните възгледи за сътворението, например разказа на Битие, докато други смятат, че те си противоречат.
Големият взрив като научна теория не е свързан с дадена религия. Докато някои фундаменталистки интерпретации на религиите се противопоставят на Големия взрив, други по-либерални не го правят.
Следва списък на различни религиозни интерпретации на теорията за Големия взрив:
- Някои християнски апологети и по-специално Римокатолическата църква приемат Големия взрив като описание на произхода на Вселената, интерпретирайки го като позволяващ философската първична причина.
- Кабала, деизъм и други неантропоморфни вярвания се съгласуват с теорията за Големия взрив, най-вече теорията за „божественото свиване“ (цимцум), обяснена от еврейския учен Маймонид. Аналогично пандеистите, които вярват, че един първоначално одушевен Бог е планирал превръщането си в несъзнателна Вселена, често идентифицират Големия взрив с момента на тази трансформация.
- Някои съвременни ислямски учени смятат, че Коранът има паралели с Големия взрив в разказа си за сътворението, а също и с разширяващата се Вселена.
- Някои теистични клонове на индуизма, като традициите на Ваишнава, съдържат теории за сътворението, подобни на Големия взрив.
- В концепцията за сътворението на будизма няма събитие на сътворението. Въпреки това Големият взрив не влиза в противоречие с нея.